# Deens voetbalelftal in 2017
Het Deens voetbalelftal speelde negen officiële interlands in het jaar 2017, waaronder acht duels in de kwalificatiereeks voor het WK voetbal 2018 in Rusland. De selectie wist zich dankzij de barrage te plaatsen, ten koste van Ierland, en stond onder leiding van de Noor Åge Hareide. Hij liet dit jaar twee spelers debuteren in de nationale ploeg: Frederik Sørensen (1. FC Köln) en Lukas Lerager (SV Zulte Waregem). Beiden kwamen in de oefenwedstrijd tegen Duitsland voor het eerst in actie voor hun vaderland Denemarken. Op de in 1993 geïntroduceerde FIFA-wereldranglijst steeg het ongeslagen Denemarken in 2017 van de 47ste (januari 2017) naar de 12de plaats (december 2017). Daarmee waren de Denen de grootste stijger op de FIFA-ranking.

## Balans
| Wedstrijden | Wedstrijden | Wedstrijden | Wedstrijden | Doelpunten | Doelpunten | Doelpunten | Punten |
| Gespeeld    | Winst       | Gelijk      | Verlies     | Voor       | Tegen      | Saldo      | Punten |
| ----------- | ----------- | ----------- | ----------- | ---------- | ---------- | ---------- | ------ |
| 9           | 5           | 4           | 0           | 19         | 5          | +14        | 1.556  |

## Interlands
|                                                                          |          |       |            |                                                                                    |
| 26 maart Kwalificatie WK 2018 Groep E № 823 «onderlinge duels» 20:45 uur | Roemenië | 0 – 0 | Denemarken | Cluj Arena, Cluj-Napoca Toeschouwers: 26.895 Scheidsrechter: Martin Atkinson (ENG) |
| 26 maart Kwalificatie WK 2018 Groep E № 823 «onderlinge duels» 20:45 uur |          |       |            | Cluj Arena, Cluj-Napoca Toeschouwers: 26.895 Scheidsrechter: Martin Atkinson (ENG) |

|                                                             |                       |       |                    |                                                                                       |
| 6 juni Vriendschappelijk № 824 «onderlinge duels» 20:45 uur | Denemarken            | 1 – 1 | Duitsland          | Vilfort Park, Brøndbyvester Toeschouwers: 15.488 Scheidsrechter: Michael Oliver (ENG) |
| 6 juni Vriendschappelijk № 824 «onderlinge duels» 20:45 uur | Christian Eriksen 18' |       | 88' Joshua Kimmich | Vilfort Park, Brøndbyvester Toeschouwers: 15.488 Scheidsrechter: Michael Oliver (ENG) |

|                                                                         |                   |       |                                                                       |                                                                                                 |
| 10 juni Kwalificatie WK 2018 Groep E № 825 «onderlinge duels» 20:45 uur | Kazachstan        | 1 – 3 | Denemarken                                                            | Almatı Ortalıq Stadionı, Almaty Toeschouwers: 19.065 Scheidsrechter: Vladislav Bezborodov (RUS) |
| 10 juni Kwalificatie WK 2018 Groep E № 825 «onderlinge duels» 20:45 uur | Islambek Kuat 76' |       | 27' Nicolai Jørgensen 51' (pen.) Christian Eriksen 81' Kasper Dolberg | Almatı Ortalıq Stadionı, Almaty Toeschouwers: 19.065 Scheidsrechter: Vladislav Bezborodov (RUS) |

|                                                                             |                                                                                      |       |       |                                                                                   |
| 1 september Kwalificatie WK 2018 Groep E № 826 «onderlinge duels» 20:45 uur | Denemarken                                                                           | 4 – 0 | Polen | Telia Parken, Kopenhagen Toeschouwers: 34.505 Scheidsrechter: Milorad Mažić (SRB) |
| 1 september Kwalificatie WK 2018 Groep E № 826 «onderlinge duels» 20:45 uur | Thomas Delaney 15' Andreas Cornelius 42' Nicolai Jørgensen 59' Christian Eriksen 79' |       |       | Telia Parken, Kopenhagen Toeschouwers: 34.505 Scheidsrechter: Milorad Mažić (SRB) |

|                                                                             |                  |       |                                                                                  |                                                                               |
| 4 september Kwalificatie WK 2018 Groep E № 827 «onderlinge duels» 20:45 uur | Armenië          | 1 – 4 | Denemarken                                                                       | Vazgen Sargsyan Republicanstadion, Jerevan Scheidsrechter: Bobby Madden (SCO) |
| 4 september Kwalificatie WK 2018 Groep E № 827 «onderlinge duels» 20:45 uur | Ruslan Koryan 6' |       | 16' Thomas Delaney 29' Christian Eriksen 81' Thomas Delaney 90+3' Thomas Delaney | Vazgen Sargsyan Republicanstadion, Jerevan Scheidsrechter: Bobby Madden (SCO) |

|                                                                           |            |                       |            |                                                                                        |
| 5 oktober Kwalificatie WK 2018 Groep E № 828 «onderlinge duels» 20:45 uur | Montenegro | 0 – 1                 | Denemarken | Pod Goricomstadion, Podgorica Toeschouwers: 10.779 Scheidsrechter: Björn Kuipers (NED) |
| 5 oktober Kwalificatie WK 2018 Groep E № 828 «onderlinge duels» 20:45 uur |            | 16' Christian Eriksen |            | Pod Goricomstadion, Podgorica Toeschouwers: 10.779 Scheidsrechter: Björn Kuipers (NED) |

|                                                                           |                              |       |                  |                                                                                   |
| 8 oktober Kwalificatie WK 2018 Groep E № 829 «onderlinge duels» 18:00 uur | Denemarken                   | 1 – 1 | Roemenië         | Telia Parken, Kopenhagen Toeschouwers: 36.084 Scheidsrechter: Deniz Aytekin (GER) |
| 8 oktober Kwalificatie WK 2018 Groep E № 829 «onderlinge duels» 18:00 uur | Christian Eriksen 59' (pen.) |       | 88' Ciprian Deac | Telia Parken, Kopenhagen Toeschouwers: 36.084 Scheidsrechter: Deniz Aytekin (GER) |

|                                                                               |            |       |         |                                                                                   |
| 11 november Kwalificatie WK 2018 Play-offs № 830 «onderlinge duels» 20:45 uur | Denemarken | 0 – 0 | Ierland | Telia Parken, Kopenhagen Toeschouwers: 36.189 Scheidsrechter: Milorad Mažić (SRB) |
| 11 november Kwalificatie WK 2018 Play-offs № 830 «onderlinge duels» 20:45 uur |            |       |         | Telia Parken, Kopenhagen Toeschouwers: 36.189 Scheidsrechter: Milorad Mažić (SRB) |

|                                                                               |                |       | |                                                                                   |
| 14 november Kwalificatie WK 2018 Play-offs № 831 «onderlinge duels» 20:45 uur | Ierland        | 1 – 5 | Denemarken | Aviva Stadium, Dublin Toeschouwers: 51.700 Scheidsrechter: Szymon Marciniak (POL) |
| 14 november Kwalificatie WK 2018 Play-offs № 831 «onderlinge duels» 20:45 uur | Shane Duffy 6' |       | 29' Andreas Christensen 32' Christian Eriksen 63' Christian Eriksen 73' Christian Eriksen 90' (pen.) Nicklas Bendtner | Aviva Stadium, Dublin Toeschouwers: 51.700 Scheidsrechter: Szymon Marciniak (POL) |

## FIFA-wereldranglijst
| JAN | FEB | MAR | APR | MEI | JUN | JUL | AUG | SEP | OKT | NOV | DEC |
| --- | --- | --- | --- | --- | --- | --- | --- | --- | --- | --- | --- |
| 47  | 49  | 48  | 51  | 51  | 51  | 47  | 46  | 26  | 19  | 12  | 12  |

## Statistieken
| Kasper Schmeichel   | 1986-11-05 | Leicester City      | 7 | 0 | 0 | 31 | 0  |
| Frederik Rønnow     | 1992-08-04 | Brøndby IF          | 2 | 0 | 0 | 6  | 0  |
| Verdediging         |            |                     |   |   |   |    |    |
| Simon Kjær          | 1989-03-26 | Sevilla             | 8 | 0 | 0 |    |    |
| Jens Stryger Larsen | 1991-02-21 | Udinese             | 7 | 0 | 0 |    |    |
| Andreas Bjelland    | 1988-07-11 | Brentford           | 5 | 0 | 0 |    |    |
| Henrik Dalsgaard    | 1989-07-27 | Brentford           | 4 | 1 | 0 | 8  | 0  |
| Riza Durmisi        | 1994-01-08 | Betis Sevilla       | 4 | 1 | 0 | 22 | 0  |
| Andreas Christensen | 1996-04-10 | Chelsea             | 4 | 0 | 0 |    |    |
| Jannik Vestergaard  | 1992-08-03 | Borussia M'gladbach | 3 | 0 | 0 |    |    |
| Peter Ankersen      | 1990-09-22 | FC Kopenhagen       | 2 | 1 | 0 |    |    |
| Mathias Jørgensen   | 1990-04-23 | Huddersfield Town   | 0 | 2 | 0 |    |    |
| Frederik Sørensen   | 1992-04-14 | 1. FC Köln          | 0 | 1 | 0 | 1  | 0  |
| Middenveld          |            |                     |   |   |   |    |    |
| Christian Eriksen   | 1992-02-14 | Tottenham Hotspur   | 9 | 0 | 9 |    |    |
| Thomas Delaney      | 1991-09-03 | Werder Bremen       | 9 | 0 | 4 |    |    |
| William Kvist       | 1985-02-24 | FC Kopenhagen       | 9 | 0 | 0 | 80 | 2  |
| Lasse Schöne        | 1986-05-27 | Ajax Amsterdam      | 1 | 4 | 0 |    |    |
| Lukas Lerager       | 1993-07-12 | Girondins Bordeaux  | 0 | 2 | 0 | 2  | 0  |
| Mike Jensen         | 1988-02-19 | Rosenborg BK        | 0 | 1 | 0 | 5  | 0  |
| Aanval              |            |                     |   |   |   |    |    |
| Nicolai Jørgensen   | 1991-01-15 | Feyenoord           | 6 | 0 | 2 |    |    |
| Pione Sisto         | 1995-02-04 | Celta de Vigo       | 6 | 0 | 0 |    |    |
| Andreas Cornelius   | 1993-03-16 | Atalanta Bergamo    | 5 | 1 | 1 |    |    |
| Yussuf Poulsen      | 1994-06-15 | RB Leipzig          | 5 | 1 | 0 |    |    |
| Martin Braithwaite  | 1991-06-05 | Girondins Bordeaux  | 2 | 1 | 0 |    |    |
| Nicklas Bendtner    | 1988-01-16 | Rosenborg BK        | 1 | 4 | 1 | 79 | 30 |
| Kasper Dolberg      | 1997-10-06 | Ajax Amsterdam      | 0 | 3 | 1 | 4  | 1  |
| Viktor Fischer      | 1994-06-09 | FC Kopenhagen       | 0 | 1 | 0 |    |    |
| Lasse Vibe          | 1987-02-22 | Brentford           | 0 | 1 | 0 |    |    |

DBU · A-internationals · Selecties · Bondscoaches · Deens vrouwenelftal · Olympisch elftal · Denemarken U21 · Denemarken U20 · Denemarken U19 · Denemarken U18 · Denemarken U17 · Denemarken U16 · Vrouwen U17
1908 – 1919 ·
1920 – 1929 ·
1930 – 1939 ·
1940 – 1949 ·
1950 – 1959 ·
1960 – 1969 ·
1970 – 1979 ·
1980 – 1989 ·
1990 – 1999 ·
2000 – 2009 ·
2010 – 2019 ·
2020 − 2029
EK's: 1964 · 
1984 · 
1988 · 
1992 · 
1996 · 
2000 · 
2004 · 
2012 · 
2020 · 
2024
WK's: 1986 · 
1998 · 
2002 · 
2010 · 
2018 · 
2022
OS: 1908 · 
1912 · 
1920 · 
1948 · 
1952 · 
1960 · 
1972 · 
1992 · 
2016
1908 · 
1909 · 
1910 · 
1911 · 
1912 · 
1913 · 
1914 · 
1915 · 
1916 · 
1917 · 
1918 · 
1919 · 
1920 · 
1921 · 
1922 · 
1923 · 
1924 · 
1925 · 
1926 · 
1927 · 
1928 · 
1929 · 
1930 · 
1931 · 
1932 · 
1933 · 
1934 · 
1935 · 
1936 · 
1937 · 
1938 · 
1939 · 
1940 · 
1941 · 
1942 · 
1943 · 
1944 · 
1946 · 
1947 · 
1948 · 
1949 · 
1950 · 
1952 · 
1952 · 
1953 · 
1954 · 
1955 · 
1956 · 
1957 · 
1958 · 
1959 · 
1960 · 
1961 · 
1962 · 
1963 · 
1964 · 
1965 · 
1966 · 
1967 · 
1968 · 
1969 · 
1970 · 
1971 · 
1972 · 
1973 · 
1974 · 
1975 · 
1976 · 
1977 · 
1978 · 
1979 · 
1980 · 
1981 · 
1982 · 
1983 · 
1984 · 
1985 · 
1986 · 
1987 · 
1988 · 
1989 · 
1990 ·
1991 · 
1992 · 
1993 · 
1994 · 
1995 · 
1996 · 
1997 · 
1998 · 
1999 · 
2000 · 
2001 · 
2002 · 
2003 · 
2004 · 
2005 · 
2006 · 
2007 · 
2008 · 
2009 · 
2010 · 
2011 · 
2012 · 
2013 · 
2014 · 
2015 · 
2016 · 
2017 · 
2018 ·
2019 ·
2020 ·
2021 ·
2022 ·
2023
Albanië ·
Algerije ·
Argentinië ·
Armenië ·
Australië ·
België ·
Bermuda ·
Bosnië en Herzegovina · 
Brazilië ·
Bulgarije ·
Canada ·
Chili ·
Cyprus ·
DDR ·
Duitsland ·
Ecuador ·
Egypte ·
Engeland ·
Estland ·
Faeröer · 
Finland · 
Frankrijk ·
Gambia ·
Georgië ·
Ghana ·
Gibraltar ·
GOS ·
Griekenland ·
Honduras ·
Hongarije ·
Hongkong ·
Ierland ·
IJsland ·
Indonesië ·
Iran ·
Israël ·
Italië ·
Japan ·
Joegoslavië ·
Kameroen ·
Kazachstan ·
Kosovo · 
Kroatië · 
Letland ·
Liechtenstein ·
Litouwen ·
Luxemburg ·
Malta ·
Marokko ·
Mexico ·
Moldavië · 
Montenegro · 
Nederland ·
Nederlandse Antillen ·
Nigeria ·
Noord-Ierland ·
Noord-Macedonië ·
Noorwegen ·
Oekraïne ·
Oostenrijk ·
Panama ·
Paraguay ·
Peru ·
Polen ·
Portugal ·
Roemenië ·
Rusland ·
San Marino ·
Saoedi-Arabië ·
Schotland ·
Senegal ·
Servië ·
Singapore ·
Slovenië ·
Slowakije ·
Sovjet-Unie ·
Spanje ·
Suriname ·
Thailand ·
Togo · 
Tsjechië ·
Tsjecho-Slowakije ·
Tunesië · 
Turkije · 
Uruguay ·
Verenigde Arabische Emiraten ·
Verenigde Staten ·
Wales ·
Wit-Rusland ·
Zuid-Afrika ·
Zuid-Korea ·
Zweden ·
Zwitserland
Argentinië (1995) · 
Australië (2018) ·
Australië (2022) · 
België (2021) · 
Duitsland (1992) · 
Duitsland (2012) · 
Engeland (2021) · 
Finland (2021) · 
Frankrijk (2002) · 
Frankrijk (2018) · 
Japan (2010) · 
Kameroen (2010) · 
Kroatië (2018) · 
Nederland (2010) · 
Nederland (2012) · 
Peru (2018) · 
Portugal (2012) · 
Rusland (2021) · 
Senegal (2002) · 
Tsjechië (2021) · 
Uruguay (2002) · 
Wales (2021)